# Walter Schönenberger (Pädagoge)
Walter Schönenberger (* 1921 oder 1922; † 3. Dezember 2005) war ein Schweizer Pädagoge.

## Leben
Schönenberger promovierte 1959 an der Universität Zürich mit einer Arbeit über Bevorzugungen und Ablehnungen in der Kindergruppe (als Buch unter dem Titel Soziale Beziehungen in der Kindergruppe: Eine sozialpsychologische Studie über die wechselseitigen Beziehungen der Kinder in Schulklassen veröffentlicht). Er wurde habilitiert und wurde Rektor des Lehrerseminars Rorschach. Er war zudem Präsident der Kantonalen Seminarrektorenkonferenz St. Gallen.